# Régions historiques de Slovénie

Régions historiques de Slovénie

La Slovénie comprend différentes territoires dont l'origine remonte pour la plupart aux marches méridionales du Saint-Empire romain germanique établies durant le Xe siècle. Ce découpage est donc le fruit de l'organisation impériale, féodale mais également culturelle et sociale du fait des importants brassages de population et changements de souveraineté qu'a connus cette partie de l'Europe,. Il est permis d'identifier cinq régions historiques, même s'il convient de noter que les 210 communes de Slovénie, dont 11 avec un statut « urbain », sont à ce jour les seules divisions administratives de l'État. Outre cela, il existe aussi les douze entités des régions statistiques de Slovénie.
Depuis que la Slovénie a obtenu son indépendance de la Yougoslavie le 25 juin 1991, la structure en régions historiques recourt aux territoires héréditaires des Habsbourg au sein d'Autriche-Hongrie : le duché de Carniole, le Littoral autrichien (la marche d'Istrie et le comté de Goritz), ainsi que les parties slovènes de Carinthie, de Styrie et de Hongrie. Ces anciens pays donnent à une large partie de la population le sentiment d'appartenance à une identité locale.
Les régions historiques :
- le Littoral slovène (1) ou Primorska, décomposé en Istrie slovène (Koper), au sud, et en Goriška (Nova Gorica), au nord ;
- la Carniole (2) ou Kranjska :
  - la Haute-Carniole (2a) ou Gorenjska (Kranj) ;
  - la Carniole-Intérieure (2b) ou Notranjska (Postojna) ;
  - la Basse-Carniole (2c) ou Dolenjska (Novo mesto) comprenant la Carniole-Blanche (Črnomelj) ;
- La Carinthie slovène (3) ou Koroška (Ravne na Koroškem) ;
- La Basse-Styrie (4) ou Spodnja Štajerska (Maribor) ;
- Le Prekmurje (5) (Murska Sobota).

Le gouvernement slovène souhaite créer de nouvelles régions administratives officielles (une douzaine au total)[réf. nécessaire].